# مجلس بورغيسيس

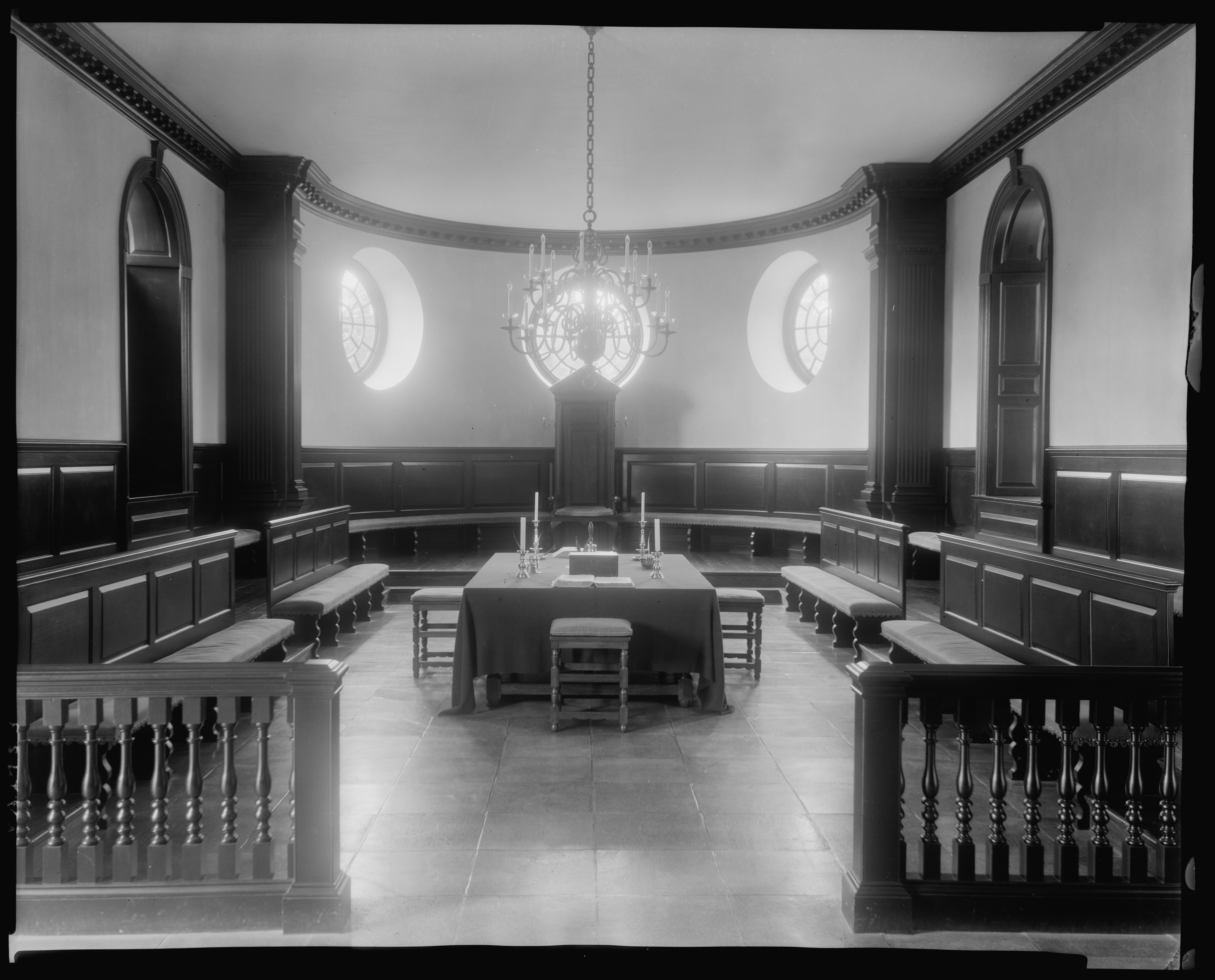
صورة لقاعة مجلس بورغيسيس في ويليامسبيرغ.

مجلس بورغيسيس (بالإنجليزية: House of Burgesses) كان أول تجمع تشريعي يضم ممثلين منتخبين في شمال أمريكا. تم تشكيل المجلس من قبل شركة فيرجينيا التي أنشأته بهدف تشجيع الحرفيين الإنكليز على الاستيطان في أمريكا الشمالية ومن أجل جعل وضع المستوطنات مقبولا للمستوطنين الحاليين. استمر حكم مجلس بورغيسيس على مدار الفترة بين  1619 و1776 وكان مقره في جيمستاون (عاصمة فيرجينا حينها) حتى عام 1699، ومن عام 1699 حتى حل المجلس في عام 1776 في ويليامسبيرغ. تعني كلمة «بورغيس» المسؤول المنتخب أو المعين في الحكومة.